# Bengt Jonsell
Bengt Jonsell, född 11 juni 1936, död 4 februari 2023 i Uppsala, var en svensk professor i botanik. 
Jonsell disputerade för filosofie doktorsgraden vid Uppsala universitet 1968 på avhandlingen Studies in the north-west European species of Rorippa s. str. och blev professor Bergianus samt föreståndare för Bergianska trädgården i Stockholm 1983. Hans forskning handlar främst om systematiska frågor inom den svenska floran.
Han gav också ut ett flertal botanikhistoriska arbeten. Tillsammans med hustrun och botanisten Lena Jonsell omarbetade han och moderniserade Krok-Almquists klassiska Svensk flora, och han var initiativtagare till Flora Nordica, en vetenskaplig kärlväxtflora över de nordiska länderna.
Jonsell var ledamot av Kungliga Vetenskapsakademin sedan 1990. Han var även ordförande i Svenska Linnésällskapet mellan 1986 och 1998.